# Up in Flames (Beverly Hills, 90210)
Up in Flames is de dertiende aflevering van het vijfde seizoen van het tienerdrama Beverly Hills, 90210, die voor het eerst werd uitgezonden op 30 november 1994.

## Verhaal
Brandon heeft een gezellige ochtend met Kelly als de telefoon gaat, Brandon neemt op en het blijkt een oude liefde te zijn namelijk Emily Valentine. Ze vertelt dat ze naar Los Angeles komt voor een doorreis naar La Jolla om daar een instituut te bezoeken. Brandon is overdonderd maar spreekt af dat hij haar zal opwachten op het vliegveld. Als hij haar ziet dan is het weer meteen als de goede oude tijd. Ze biecht op dat ze geen paar uur kan blijven mar een week en zou graag deze tijd doorbrengen met Brandon. Deze vertelt dan dat hij een relatie heeft met Kelly wat haar teleurstelt. Als ze ’s avonds aankomen bij haar hotel dan willen ze afscheid nemen maar komen tot een kus, ze vraagt hem naar binnen en hij gaat met haar mee.
Nu de club bij de Peach Pitt nog niet klaar is wijkt Steve uit naar een leegstaand huis, die Griffin gevonden heeft. Ze willen daar een groot feest houden en de voorbereidingen zijn in volle gang. Valerie biedt haar eigen aan om te helpen en Steve neemt dit aanbod aan. Ze wil dan wel een aandeel in de opbrengsten. David en Clare zullen een advertentie zetten op internet voor het feest, maar dit gaat niet helemaal goed. Ze zetten het eerst per ongeluk op een forum voor lesbische activiteiten. Ze denken dat ze het net op tijd weg gehaald hebben maar op het feest valt op dat er veel dames komen en geen heren. Het feest is in volle gang en het blijkt dat de oude elektrische installatie het feest niet aankan, de zekering valt regelmatig uit. Griffin lost dit op door een zwaardere zekering in te draaien. Dit is een fout omdat hierdoor de zekeringkast vlam vat en het huis in brand zet. Totale paniek breekt uit en iedereen wil zo snel als mogelijk naar buiten. Kelly is met een gaste, Allison, samen op een toilet onder in het huis en merken niet wat er aan de hand is totdat de vlammen door de deur slaan. Ze kunnen geen kant op en denken dat ze verloren zijn. De brandweer vindt hun net op tijd.

## Rolverdeling
- Jason Priestley - Brandon Walsh
- Jennie Garth - Kelly Taylor
- Ian Ziering - Steve Sanders
- Gabrielle Carteris - Andrea Zuckerman
- Luke Perry - Dylan McKay
- Brian Austin Green - David Silver
- Tori Spelling - Donna Martin
- Tiffani Thiessen - Valerie Malone
- Carol Potter - Cindy Walsh
- James Eckhouse - Jim Walsh
- Mark D. Espinoza - Jesse Vasquez
- Kathleen Robertson - Clare Arnold
- Joe E. Tata - Nat Bussichio
- Jamie Walters - Ray Pruit
- Christine Elise - Emily Valentine
- Ryan Thomas Brown - Morton Muntz
- Casper Van Dien - Griffin Stone
- Sara Melson - Allison Lash
- Kristine Mejia - Dana
- Daniel Silvas - Eduardo